# Iglesia de Nuestra Señora de Jesús (Lisboa)

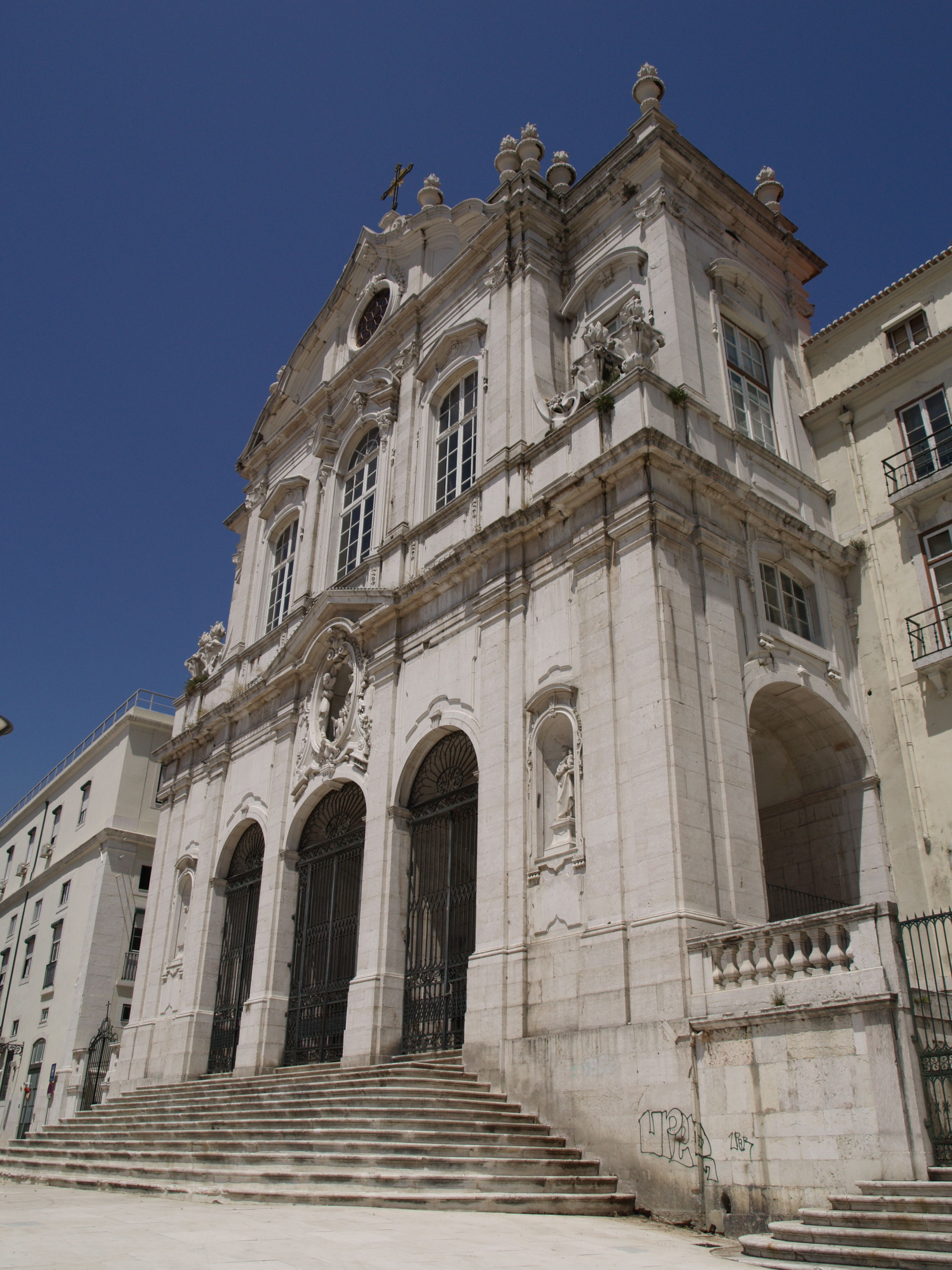
Iglesia de Nuestra Señora de Jesús o das Mercês, del (fachada)

La Iglesia de Nuestra Señora de Jesús está situada en la calle denominada largo de Jesus, en Lisboa. Enmarcada en la misma calle, en el antiguo Convento de Jesús, lugar elegido en 1838 para albergar la Academia de las Ciencias, y que anteriormente había sido sede del Liceo de Passos Manuel, el Hospital de Jesús o el palacio de Mendia, entre otros.
La iglesia actual fue construida en el siglo XVIII, sobre las ruinas de la iglesia anterior, destruida por el terremoto de Lisboa de 1755.
Con el fin de las órdenes religiosas en Portugal, en 1834, la iglesia del Convento de Nuestra Señora de Jesús fue reconvertida en iglesia parroquial das Mercês, papel que desempeña hasta hoy.